# Lepthyphantes baoshanensis
Espèce
Synonymes
- Lepthyphantes serratus Irfan, Zhang & Peng, 2022 nec Oi, 1960

Lepthyphantes baoshanensis est une espèce d'araignées aranéomorphes de la famille des Linyphiidae.

## Distribution
Cette espèce est endémique du Yunnan en Chine,. Elle se rencontre dans le xian de Changning.

## Description
Le mâle holotype mesure 2,44 mm.

## Systématique et taxinomie
Lepthyphantes serratus Irfan, Zhang & Peng, 2022 préoccupé par Lepthyphantes serratus Oi, 1960 a été remplacé par Lepthyphantes baoshanensis par Irfan, Zhang et Peng en 2023.

## Étymologie
Son nom d'espèce, composé de baoshan et du suffixe latin -ensis, « qui vit dans, qui habite », lui a été donné en référence au lieu de sa découverte, Baoshan.

## Publications originales
- Irfan, Zhang & Peng, 2023 : « Erratum Survey of Linyphiidae (Arachnida: Araneae) spiders from Yunnan, China. » Megataxa, vol. 10, no 1, p. 17-19.
- Irfan, Zhang & Peng, 2022 : « Survey of Linyphiidae (Arachnida: Araneae) spiders from Yunnan, China. » Megataxa, vol. 8, no 1, p. 1-292.